# Клаустрофоби: Новий рівень

## Стислий зміст
Коул (Кіген Аллен) веде популярний відеоблог. Протягом десяти років він устиг спробувати різноманітні екстремальні розваги.
Для ювілейного випуску друзі організовують Коулу поїздку до Москви. Тут компанія має вибратися із квест-кімнати. За словами організатора, який спеціально для блогера і збудував кімнату, на гостей чекають незабутні враження. Зазвичай рішення, що робити далі, підказують глядачі під час прямих включень. Проте цього разу умови будуть такими, що обирати не особливо доводитиметься.
Цей фільм — творіння Вілла Верніка (початок — «Клаустрофобія»). Він сам написав сценарій та зрежисував. Оригінальна назва «Follow Me» може перекладатися як «наслідуй мене», або — з огляду на блогерство головного героя — «підпишись на канал».

## Знімались
- Кіген Аллен
- Вілл Вернік
- Емілія Зорян
- Ронен Рубінштейн
- Голланд Роден